# 小格維茲傑齊
48°34′13″N 25°15′55″E / 48.57028°N 25.26528°E
小格維茲傑齊（烏克蘭語：Малий Гвіздець），是烏克蘭的村落，位於該國西部伊萬諾-弗蘭科夫斯克州，由科洛梅亞區負責管轄，面積1.93平方公里，2001年人口1,084，人口密度每平方公里563.1人。